# Романюк Антон Йосипович
Антон Йосипович Романюк (19 вересня 1936, с. Боднарівка, Україна — 11 жовтня 2020, м. Тернопіль, Україна) — український педагог, громадський діяч.

## Життєпис
Антон Романюк народився 19 вересня 1936 року в селі Боднарівна Чемеровецького району Хмельницької области України.
Закінчив фізично-математичний факультет Кременецького педагогічного інституту (1963, нині ТНПУ).
Працював: 
- учителем у школах сіл Нижбірок, Постолівка, заступником директора, директором школи-інтернату в смт Гримайлів (усі — Гусятинського району);
- завідувачем Гусятинського райвно (1966—1977);
- завідувачем Тернопільського облвно (1977);
- начальником управління освіти, заступником голови виконкому Тернопільської обласної ради (1977);
- доцентом (1996), завідувачем кафедри менеджменту освіти (1977—2020) Тернопільського обласного комунального інституту післядипломної педагогічної освіти.

Науковий керівник серії науково-методичних посібників «На допомогу менеджеру освіти» (8 книг), автор понад 30 науково-методичних публікацій.
Помер 11 жовтня 2020 року у Тернополі.

## Нагороди та відзнаки
- Відмінник народної освіти УРСР (1974),
- Заслужений працівник освіти України (2004)[3],
- ордени «Знак пошани» (1976), Трудового червоного прапора (1981).